# 張召忠
張 召忠（ちょう しょうちゅう、1952年5月6日 - ）は、河北省滄州市塩山県出身の中華人民共和国の中国人民解放軍国防大学教授、軍事戦略学博士生導師、副軍職中国人民解放軍海軍少将、中軍事科技装備教研部副主任等を歴任した人物である。
中国中央テレビ（CCTV）の番組に頻繁にゲストコメンテーターとして出演しており、中国で最も有名な軍事評論家の一人となっており、「中国を代表する軍事評論家」として知られている。 退役後もCCTVの軍事解説者として活躍し、オンライン番組の「軍武大本營」「局座時評」「張召忠説」などを運営している。
1952年5月6日、張召忠は河北省燕山県の貧しい家柄の農民の家に生まれた。 1970年、中学を卒業し、人民解放軍海軍に入隊、ミサイル部隊の技術将校として10年間、陸上ミサイルの開発に従事した。

## 経歴
1952年5月6日、張召忠は河北省塩山県の貧しい家柄の農民の家に生まれた。 1970年、中学を卒業、人民解放軍海軍に入隊、ミサイル部隊の技術将校として10年間、陸上ミサイルの開発に従事。 優秀な成績から、陸軍の士官は彼を士官候補生として選抜することを決めた。 本来なら、原子力潜水艦の技術を学ぶために工学部へ進学する予定だった。 張召忠によると、最終的に北京大学の入試担当の先生が、彼は翻訳家に向いていると考え、北京大学東洋言語学部のアラビア語学科に入学した。 張召忠は1974年10月に北京大学に入学し、1978年に卒業。 アラビア語と英語に堪能で、日本語の勉強もしたことがある。 イラクでアラビア語翻訳、英国で英語翻訳を担当するなど、ヨーロッパ、アメリカ、アジアの多くの国々で活躍している。 また、中国国防大学やサンドハースト王立陸軍士官学校で機械電子工学、アラビア語、英語、統合戦指揮、国防管理などを学んだ。 中国軍事未来研究会会員、中国国防科学技術情報学会幹部、中国海洋学会会員、中国太平洋学会招待研究員などを歴任。 科学技術の進歩に対する国や陸軍レベルの賞や、国家陸軍人材開発賞を多数受賞。
1998年2月、張召忠は砂漠の嵐作戦の際、中国中央テレビ（CCTV）で、中国初の戦争に関するライブ解説に参加した。 2006年から、CCTVの「軍事天地」の制作に携わり、いくつかの番組でメインスピーカーを務めている。 2006年、中国中央テレビ「防務新観察」の制作に参加し始めた。
2000年、国防大学基礎学部第18期指揮官コース卒業、2001年、サンドハースト王立陸軍士官学校国防管理コース卒業。 数百の論文と10以上の著書を発表し、累計文字数は1,000万語以上。
2015年7月8日、張召忠は澎湃新聞の電話取材で、退職したことを確認された。 張召忠は引退後も、トークショーや『最強大脳』の収録に参加するだけでなく、WeChatの公開アカウント「局座召忠」やWeiboアカウント「局座召忠」を運営するなど、精力的に活動している。 2016年7月13日には張召忠がbilibiliサイトで生放送し、現在話題の数々の話題について自身の意見を表明した。
2016年10月24日、張召忠は新浪微博のアカウントを開設し、同日、初の微博投稿を行い、ネットユーザーから注目を集めた。 微博のアカウントを開設した日には、すでに88万人のフォロワーを獲得。 また、張召忠はビデオの中で、新浪微博を始めた理由について、「自分は現役の軍人であったりので、秘密保持の規則を守らなければならないため、軍人の間は新浪微博を始めることはできなかった」と説明した。 張召忠は退職後、周囲から「微博を始めたらどうか」とよく勧められ、それに応えた。 しかし、それからわずか数年後の2020年、張はメディアの表舞台から姿を消した。

## 番組スタイル
テレビ番組では、張召忠のユーモラスな言葉遣いや、軍事兵器の知識をわかりやすく説明する能力から、2003年には人民日報オンラインの「インターネット人気ゲストトップ10」、国家科技係統による「今年の人気科学ニュースメーカートップ10」に選出された。 一部のメディアで21世紀で最も重要な二国間関係と称される米中関係について、張は、中国と米国の利益の多くは互いに重なり合っており、米中戦争の可能性はなく、それを探る必要もないと述べている。 米国は中国に長期的な封鎖をすることはできず。 中国は米国の挑戦に、まず経済的手段で、次に政治的手段で、そして最後に軍事的手段で対応すべきである。中国政府は、まず経済的手段を用い、次に政治的手段を用い、最後に軍事的手段を用いるべきである。
張召忠は、中国人民解放軍の将校という立場は、広義には中国政府と軍の利益のために働くことだと考えていると述べた。
2012年8月、ジャーナリストとのインタビューで、「優れたテレビニュースのコメンテーターにとって、最も重要なのは知識ではなく、政治的な資質と道徳的な資質だ。政治的資質とは、党中央委員会と無条件に政治的に一致することである」と語っている。
その一方で、海外の軍事的な出来事に対する解説は、しばしば予測とは逆の結果になることがあり、ネットユーザーからは「因果律武器」「神秘力量」などと評されることもある。
定期的にゲスト番組を開催。
- CCTV-4 中文國際（中国語版） - 今日関心（中国語版）
- CCTV-7 軍事·農業（中国語版） - 防務新観察（中国語版）
- 江蘇衛視（中国語版） - 最強大脳（中国語版）第三季
- 騰訊視頻（中国語版） - 軍武大本營

## 主な発言

### コソボ紛争
張召忠はコソボ戦争を予測して「空爆3日目から地上戦は避けられないと予測し始めた」と発言し、有名になった。

### 中国初の国産航空母艦が竣工
2017年4月26日、中国初の国産空母001A型の進水式でメディアのインタビューに応じた張召忠は、中国旧海軍の青い制服を着用。 中国の海軍の発展について、「今の地位を得るために、私たちは多くの苦しみを味わった！」と涙ながらに語った。

### 尖閣諸島および琉球独立運動
2012年10月、張召忠は「今日関注」で、「琉球は日本に属しておらず独立すべきであり、先島諸島は台湾に属しており、清朝と日本が1888年に結んだ協定により、中国に返還されるべきであり、釣魚島は言うに及ばない。」と、琉球独立を支持し、先島諸島と台湾、尖閣諸島が中国の領土であると主張した。
また、「釣魚島は言うに及ばず琉球も中国に属している。琉球の独立支持、または中国の省として執政下に直接置く戦いをいま、各方面から起こすべきだ」とも主張している。

### 沖縄返還について
琉球の日本への返還は根本的な間違いであり、ポツダム宣言第8項により「日本国の主権は本州、北海道、九州及び四国」と限定されていることから琉球は日本には属さないと主張している。また、多い時では何万人も琉球人が独立を求めてデモをし、「我々は世論を作るべきだ。琉球諸島は琉球人民のものだ。琉球のことは琉球人民で決めるべし」と主張している。また、琉球の主権は未定であり日本は管轄権のみ持っていると述べている。

### ロシア・ウクライナ戦争
2016年、 張召忠はロシアとウクライナの間で紛争が勃発し、それはウクライナがロシアを挑発した結果であり、7月頃に戦争を始めるだろうと考え、NATOと米国は介入せず、ウクライナはグルジアと同じように最終的にはプーチンに服従すると予想した。 しかし、実際にはロシアは戦争はまだ戦争中であり、アメリカやNATOは武器を送り続け、ロシアはジレンマに陥っている。

### 日本へのミサイル攻撃
日本は主に四つの島だろ。周りは海だらけ。こんな国は戦争になったら生き残れないよな。中国に近いだろ。中国の武器はすぐ届く。我々の武器は長いのもあれば短いのもある、大きのもあれば小さいのもある。我々中国はなんでも持ってる。お望み通りのモノなんでも打ってあげる。何がお好きかな。